# Marianenpatrijsduif
De marianenpatrijsduif (Pampusana xanthonura) is een vogel uit de familie van de duiven van het geslacht Pampusana (eerder ook wel: Alopecoenas).

## Verspreiding en leefgebied
Deze soort komt voor op Yap (Carolinen) en de Marianen, eilanden van Micronesië.